# Birda
Birda (en hongrois : Birda, en allemand : Birda) est une commune du județ de Timiș en Roumanie.